# Pacyfikacja Michniowa
Pacyfikacja Michniowa – masowy mord na ludności cywilnej oraz towarzyszące mu grabieże i podpalenia, dokonane przez okupantów niemieckich w świętokrzyskiej wsi Michniów w dniach 12-13 lipca 1943.
W okresie II wojny światowej mieszkańcy Michniowa aktywnie współpracowali z polskim ruchem oporu, w szczególności ze Świętokrzyskimi Zgrupowaniami AK dowodzonymi przez por. Jana Piwnika ps. „Ponury”. 12 lipca 1943 niemiecka ekspedycja karna częściowo spaliła wieś i zamordowała ponad 100 mieszkańców. W odwecie jeszcze tej samej nocy żołnierze „Ponurego” zaatakowali w rejonie Podłazia pociąg pośpieszny relacji Kraków–Warszawa, zabijając lub raniąc co najmniej kilkunastu Niemców. Następnego dnia niemieccy policjanci powrócili do Michniowa, doszczętnie paląc wieś i mordując niemal wszystkich przebywających tam Polaków. Łącznie ofiarą dokonanej w Michniowie masakry padły co najmniej 204 osoby, w tym 54 kobiety i 48 dzieci. Okupacyjne władze zakazały odbudowy wsi i uprawy okolicznych pól. Po wojnie pacyfikacja Michniowa stała się symbolem niemieckich zbrodni popełnionych na wsi polskiej. Obecnie w Michniowie znajduje się Mauzoleum Martyrologii Wsi Polskich.

## Geneza
Michniów leży w gminie Suchedniów, na skraju Płaskowyżu Suchedniowskiego. Od wschodu, południa i północy wieś otaczają gęste lasy. Przez miejscowość przebiega szosa łącząca Suchedniów z Bodzentynem. W okresie niemieckiej okupacji Michniów zamieszkiwało ok. 500 osób. Wieś liczyła blisko 80 gospodarstw (ok. 250 budynków). Ze względu na fakt, iż tamtejsza ziemia nie sprzyjała uprawom, wielu mieszkańców Michniowa było zatrudnionych poza rolnictwem – przy wyrębie lasów lub w okolicznych fabrykach Centralnego Okręgu Przemysłowego.
Michniów już od czasów powstania styczniowego był znany z patriotycznych tradycji. We wrześniu 1939 wielu mężczyzn z Michniowa walczyło w szeregach Wojska Polskiego. Jeden z nich, Józef Dulęba, znalazł się w gronie obrońców Westerplatte. Jesienią 1939 roku mieszkańcy Michniowa udzielali pomocy oddziałowi majora „Hubala”. We wsi szybko zawiązały się także pierwsze struktury ruchu oporu. Pochodzący z Michniowa ppor. Hipolit Krogulec ps. „Albiński” stał się jednym z pierwszych organizatorów Związku Odwetu (ZO) na terenach województwa kieleckiego. Z czasem liczebność komórki ZO w Michniowie wzrosła do ok. 10 członków, a sam „Albiński” objął stanowisko zastępcy komendanta ZO w Okręgu Kieleckim ZWZ. Po przemianowaniu ZWZ na Armię Krajową w Michniowie uformował się zakonspirowany pluton AK, ukryty pod kryptonimem „Kuźnia”. Dowódcą „Kuźni” został Władysław Krogulec, podczas gdy funkcję jego zastępcy pełnił Franciszek Brzeziński. W przeddzień pacyfikacji ponad 40 mieszkańców wsi było zaprzysiężonymi członkami AK. Mieszkańcy Michniowa wspierali także partyzantów z oddziału Gwardii Ludowej im. Ziemi Kieleckiej (dowódca: Ignacy Robb ps. „Narbutt”). Ludność wsi miała również udzielać pomocy zbiegłym z obozów sowieckim jeńcom wojennym.
Na początku 1943 roku Związek Odwetu został przekształcony w Kierownictwo Dywersji (Kedyw). Porucznik „Albiński”, który pełnił już w tym czasie stanowisko komendanta ZO w Okręgu Kieleckim AK, został mianowany pierwszym dowódcą okręgowego Kedywu. Tymczasem w listopadzie 1942 dowództwo AK przerzuciło na Kielecczyznę trzech „cichociemnych”, powierzając im zadanie wzmocnienia lokalnych struktur dywersji. Byli to: ppor. Waldemar Szwiec ps. „Robot”, por. Eugeniusz Kaszyński ps. „Nurt” i por. Antoni Jastrzębski ps. „Ugór”. Na bazie placówki AK w Michniowie zorganizowali oni wkrótce pierwszy patrol bojowy Kedywu w Okręgu Kieleckim AK. „Cichociemni” kwaterowali początkowo w Ostojowie, a następnie przenieśli się do Michniowa. Skrzynkę kontaktową zorganizowano w domu kolejarza Władysława Materka, gdyż z racji swojego zawodu mógł on z powodzeniem pełnić funkcję łącznika. Rodzina Materków prowadziła ponadto niewielki sklepik i nielegalną masarnię, z której część uboju przekazywano na potrzeby partyzantki. Z patrolem Kedywu aktywnie współpracowali również inni mieszkańcy Michniowa – m.in. Władysław Malinowski (pełnił funkcję łącznika) oraz wysiedlone z Wielkopolski małżeństwo „Daniłłowskich” (prawdziwe nazwisko Fagasińscy). We wsi zorganizowano nawet rusznikarnię oraz warsztat naprawczy broni i sprzętu.
Późną wiosną 1943 miały miejsce wydarzenia, które wywarły decydujący wpływ na dalszą działalność ruchu oporu na Kielecczyźnie. W połowie maja 1943 do Okręgu Kieleckiego AK został bowiem przerzucony kolejny „cichociemny”, por. Jan Piwnik ps. „Ponury”. 4 czerwca 1943 oficjalnie przejął on z rąk por. „Albińskiego” obowiązki komendanta okręgowego Kedywu („Albiński” pełnił odtąd funkcję zastępcy „Ponurego”). W krótkim czasie „Ponury” zorganizował w lasach wokół Wykusu silny oddział partyzancki. Na początku lata 1943 „Zgrupowania Partyzanckie AK «Ponury»” liczyły już ok. 200 żołnierzy. „Chrzest bojowy” żołnierzy „Ponurego” nastąpił 2 lipca 1943, kiedy to partyzanci zaatakowali dwa pociągi pośpieszne na linii Warszawa–Kraków (ataki przeprowadzono w pobliżu przystanków kolejowych Łączna i Berezów).
Tymczasem, począwszy od lutego 1943, niemieckie władze gwałtownie zaostrzyły terror na obszarach wiejskich dystryktu radomskiego. Akcje pacyfikacyjne objęły przede wszystkim środkową część dystryktu, leżącą między Wisłą a Pilicą (przedwojenne powiaty: włoszczowski, konecki, kielecki, południowa część sandomierskiego). Szeregu zbrodni na ludności Kielecczyzny dopuścił się w szczególności 62. zmotoryzowany pluton żandarmerii, dowodzony przez por. Alberta Schustera. Indywidualne i masowe egzekucje były także przeprowadzane przez inne jednostki SS i policji niemieckiej. Szczególnie krwawy przebieg miały zwłaszcza pacyfikacje Skałki Polskiej (11 maja 1943), Stróżek (3 czerwca 1943) i Boru Kunowskiego (4 lipca 1943). Kulminacyjnym punktem kampanii terroru stała się jednak pacyfikacja Michniowa.
Pacyfikacja Michniowa została przygotowana przez Niemców bardzo starannie. Po wojnie udało się ustalić, że plan ekspedycji karnej był omawiany na specjalnej naradzie w Radomiu (8 lipca 1943). Nie jest natomiast do końca jasne, jaka była geneza decyzji o pacyfikacji Michniowa. Wiadomo, że Gestapo dysponowało listą mieszkańców wsi podejrzewanych o współpracę z ruchem oporu. Zawierała ona szczegółowe dane podejrzanych, takie jak imię i nazwisko oraz data i miejsce urodzenia. Jeszcze przed zakończeniem wojny tragedię wsi zaczęto wiązać z osobą ppor. Jerzego Wojnowskiego ps. „Motor” – groźnego niemieckiego konfidenta ulokowanego w zgrupowaniach „Ponurego”. O tym, iż donosy „Motora” spowodowały pacyfikację Michniowa, był przekonany m.in. Cezary Chlebowski (badacz dziejów AK, autor reportażu historycznego Pozdrówcie Góry Świętokrzyskie). Z kolei Longin Kaczanowski, nie umniejszając znaczenia zdrady „Motora”, wskazywał, iż mało prawdopodobne, aby niemiecką akcję spowodowały donosy tylko jednego konfidenta – w dodatku odwiedzającego wieś stosunkowo sporadycznie. Jego zdaniem Niemcom udało się rozpracować siatkę konspiracyjną w Michniowie także dzięki meldunkom innych agentów – np. niejakiego Twardowskiego z Orzechówki oraz volksdeutscha Jekla z Zagnańska (leśniczego, który w nocy z 11 na 12 lipca poprowadził Niemców leśnymi drogami na Michniów). Zdaniem Kaczanowskiego nie jest także wykluczone, że współpraca michniowian z ruchem oporu była tylko pretekstem do spalenia wsi i wymordowania jej mieszkańców.

## Pacyfikacja w dniu 12 lipca

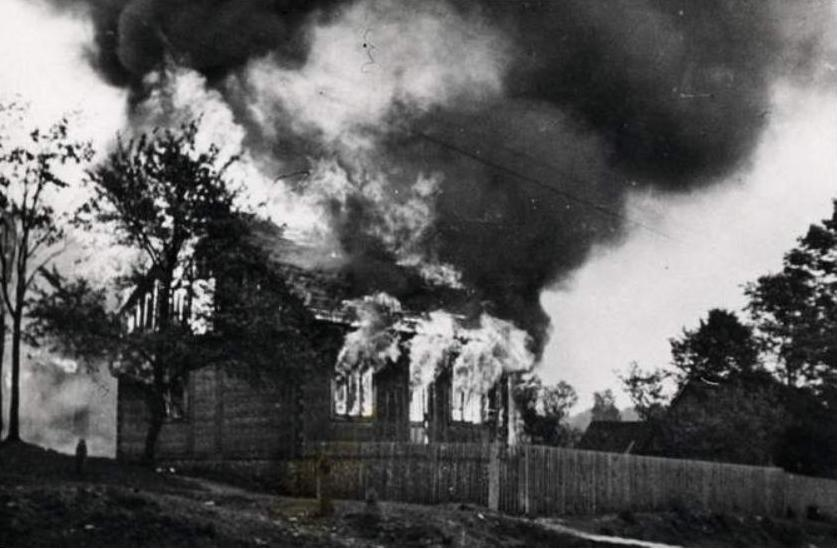
Podpalony dom Władysława Materka

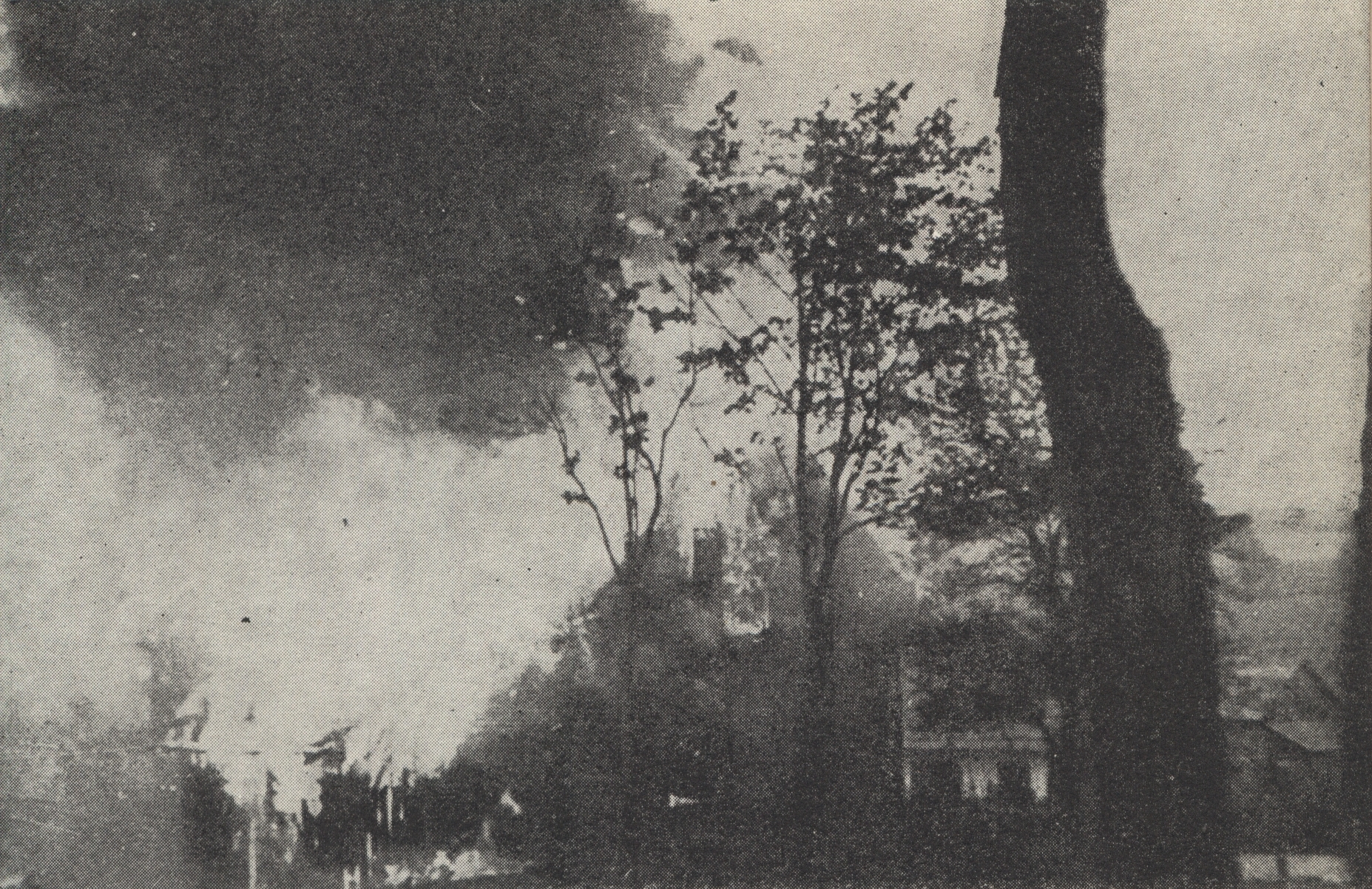
Michniów w płomieniach

W niedzielę 11 lipca 1943 na skraju Michniowa zatrzymały się samochody, z których wysiadło kilku niemieckich oficerów. Świadkowie wspominali, że Niemcy dokładnie zlustrowali wieś i okolicę, a w stosunku do mieszkańców zachowywali się nadzwyczaj uprzejmie.
W nocy z niedzieli na poniedziałek Michniów został otoczony podwójnym łańcuchem niemieckich posterunków. Wewnętrzny pierścień okrążenia zamknięto bezpośrednio wokół wsi. Z kolei posterunki wchodzące w skład pierścienia zewnętrznego ulokowano na skraju lasów (otaczających wieś z trzech stron), a także na wzgórzu leżącym na zachód od Michniowa. Niemcy obsadzili również oba wloty drogi wiodącej z Suchedniowa do Bodzentyna. Kilkudziesięciu mężczyzn, udających się wczesnym rankiem do pracy w pobliskich zakładach lub przy wyrębie drzew, zatrzymano i zgromadzono na skraju lasu. Niemcy poddali zatrzymanych dokładnej rewizji, po czym polecili im, aby położyli się twarzą do ziemi przy pobliskiej leśnej drodze. Podobnie postąpiono z udającymi się do pracy kobietami. Kilku mieszkańców usiłowało niepostrzeżenie wymknąć się ze wsi, jednak wszystkich zatrzymały niemieckie posterunki.
Niemcy wkroczyli do Michniowa po upływie około godziny od zamknięcia pierścienia okrążenia. Z domów brutalnie wywlekano mężczyzn i chłopców, bijąc ich przy tym i maltretując. Szybko padły także ofiary śmiertelne. Jako pierwsi zginęli bracia Antoni i Jan Gołębiowscy, zastrzeleni przez niemieckich policjantów podczas przemarszu na punkt zborny. Chwilę później, na tzw. wygonie w pobliżu miejscowej szkoły, ustawiono w szeregu 18 mężczyzn. Niemcy dokładnie sprawdzili personalia zatrzymanych, po czym strzałem w tył głowy zabili 17 mężczyzn. Egzekucji uniknął jedynie Józef Dupak. Niemiecki oficer pozwolił mu odejść, gdyż uznał, że zniszczone ciężką pracą dłonie mężczyzny stanowią „dowód”, iż nie mógł on mieć nic wspólnego z partyzantką. Pozostałych mężczyzn z Michniowa zgromadzono przy zakręcie drogi przebiegającej przez wieś. Tam na podstawie imiennej listy kolejno wywoływano wyczytane osoby. Podczas tej procedury został zastrzelony 18-letni Walerian Krogulec, który zdaniem niemieckiego oficera zbyt wolno reagował na polecenia (mężczyzna poruszał się powoli z powodu kalectwa). Pozostali mężczyźni musieli stać w szeregu, oczekując na decyzję Niemców. Przy najmniejszych oznakach ruchu byli brutalnie bici.
Po pewnym czasie wyczytanych z listy mężczyzn podzielono na kilka grup i zapędzono do czterech stodół położonych w południowej części wsi – należących do Władysława Dulęby, Wawrzyńca Gila, Antoniego Grabińskiego oraz wspólnej Bolesława Bieli i Władysława Wątrobińskiego. Do tego ostatniego budynku dowieziono jeszcze grupę mężczyzn zatrzymanych rankiem na skraju lasu (ich nazwiska również widniały na liście proskrypcyjnej). Kilkudziesięciu mężczyzn zamkniętych w stodole Grabińskiego zdołało otworzyć bramę i wydostać się na zewnątrz, jednak niemieccy policjanci otoczyli ich półkolem, po czym bijąc kolbami karabinów, wepchnęli z powrotem do budynku. Stłoczone w stodołach ofiary Niemcy ostrzeliwali i obrzucali granatami, po czym zabudowania podpalali. Prawdopodobnie większość ofiar spłonęła żywcem.
Mieszkańcy wsi byli również mordowani na terenie innych gospodarstw. Współpracującego z podziemiem gajowego Władysława Wikło zaprowadzono wraz z rodziną do zabudowań Teofila Materka. Tam kolejno zastrzelono gajowego, jego pięcioro dzieci (16-letniego Romana, 14-letnią Zofię, 11-letnią Halinę, 8-letnią Marię, 5-letniego Józefa), a na samym końcu żonę, Stanisławę Wikło. Następnie gospodarstwo podpalono, po czym do ognia wrzucono jeszcze zwłoki zamordowanych wcześniej braci Gołębiewskich. Niemcy gruntownie przeszukali także gospodarstwo Władysława Materka. Gospodarz został wcześniej zabrany do stodoły Antoniego Grabińskiego i tam zamordowany. Jego żonę Jadwigę zakłuto bagnetami w trakcie przeszukania. Następnie pod fałszywym pretekstem, iż z domu padł strzał w kierunku niemieckich oficerów, zabudowania zostały podpalone. Syn Materków, Henryk, został zastrzelony, gdy uciekał z płonącego domu.
Tego dnia Niemcy zamordowali 102 mieszkańców Michniowa – w tym 95 mężczyzn (w wieku od 16 do 63 lat), dwie kobiety (44 i 48 lat) oraz pięcioro dzieci (w wieku od 5 do 15 lat). Wszystkie kobiety i dzieci zginęły od kul lub pchnięć bagnetem. Z kolei 23 mężczyzn zostało zastrzelonych, a pozostali zginęli w podpalonych stodołach. Niemcy całkowicie spalili zagrody Teofila i Władysława Materków oraz Władysława Wikło, a także cztery stodoły, które posłużyły jako miejsce kaźni. Ponadto spłonąć miało kilkanaście innych zabudowań, które zajęły się ogniem od podpalonych przez Niemców budynków. Ze spalonych gospodarstw Niemcy zrabowali wcześniej żywy inwentarz oraz wszystkie wartościowe przedmioty.
Opuszczając wieś, Niemcy uprowadzili ze sobą 28 osób. 10 Polaków podejrzewanych o współpracę z podziemiem zabrano do koszar policji przy ul. Leśnej w Kielcach. W grupie tej znaleźli się: Piotr Charaszymowicz vel Charasymowicz (mieszkaniec Jędrowa), Kazimierz Krogulec, Władysław Krogulec, Antoni Materek, Bogdan Materek, Jan Materek, Teofil Materek, Zofia Materek (żona Teofila), a także Feliks Daniłłowski vel Fagasiński i jego żona Władysława. Z kolei 18 młodych kobiet i dziewcząt zostało oddanych do dyspozycji kieleckiego Arbeitsamtu (pol. Urząd Pracy).
Dzień po pacyfikacji dowódca placówki SD i policji bezpieczeństwa w Kielcach, SS-Hauptsturmführer Karl Essig, przesłał do Radomia telefonogram z krótkim opisem akcji. Raport ten był sformułowany oględnie i zawierał szereg przeinaczeń. Essig informował bowiem, że „przy przeczesywaniu terenu siłami policji porządkowej zostało zastrzelonych 56 osób podejrzanych o bandytyzm. Większość z tych zastrzelonych pochodzi z Michniowa. Przy przeglądaniu wsi spaliły się różne obiekty, ponieważ chowały się tam osoby, które próbowały stawiać opór”.

## Odwet „Ponurego”
Wiadomość o rozpoczęciu pacyfikacji zastała żołnierzy „Ponurego” w ich bazie na Wykusie. Porucznik natychmiast poderwał swój oddział na odsiecz, jednak niemiecka ekspedycja karna opuściła Michniów przed przybyciem partyzantów. Tragedia wsi wywołała duże poruszenie w zgrupowaniach „Ponurego”. Wielu żołnierzy pochodziło bowiem z Michniowa; wielu innych utrzymywało serdeczne relacje z jego mieszkańcami.
Porucznik „Ponury” podjął decyzję o przeprowadzeniu natychmiastowej akcji odwetowej. Jeszcze tego samego wieczoru żołnierze AK opanowali pobliski posterunek blokowy Podłazie i obsadzili tamtejszy odcinek linii kolejowej Warszawa–Kraków. Od zatrzymanych na posterunku polskich kolejarzy „Ponury” uzyskał informację, że trasą tą będzie zmierzał w kierunku Krakowa niemiecki pociąg urlopowy, przewożący żołnierzy powracających z frontu wschodniego. Oddział „Ponurego” urządził zasadzkę, jednak podłożony na torach ładunek wybuchowy okazał się wadliwy, na skutek czego pociąg minął pułapkę bez przeszkód.
Polscy kolejarze poinformowali wówczas, że o godzinie 2:40 tą samą trasą będzie przejeżdżał pociąg pośpieszny relacji Kraków–Warszawa. Gdy pociąg zbliżył się do posterunku, partyzanci zatrzymali go przy użyciu semafora, po czym przypuścili szturm na wagony Nur für Deutsche. Doszło do zaciekłej walki, w której zginęło lub odniosło rany co najmniej kilkunastu Niemców. Polskie straty ograniczyły się do pięciu rannych. Na ścianach zdobytych wagonów partyzanci wyryli napisy „Za Michniów”. Nad ranem „Ponury”, spodziewając się niemieckiego pościgu, zorganizował zasadzkę niedaleko Michniowa. Niemcy jednak się nie pojawili, stąd po upływie ok. dwóch godzin porucznik zwinął zasadzkę i wycofał swój oddział na Wykus.

## Pacyfikacja w dniu 13 lipca
Tymczasem 13 lipca, we wczesnych godzinach porannych, na szosie łączącej Kielce ze Skarżyskiem-Kamienną pojawiły się ciężarówki wypełnione funkcjonariuszami policji porządkowej. Niemiecka kolumna nadjechała od strony Kielc i zatrzymała się na wysokości Ostojowa. Tam policjanci uformowali tyralierę, po czym ruszyli w kierunku Michniowa. Niemcy obsadzili także leżące na zachód od wsi wzgórze, skąd otworzyli ogień na zabudowania. Jednocześnie druga grupa policjantów, przechodząc na skraj lasu, zablokowała wieś od strony Suchedniowa. Na samym końcu Niemcy odcięli drogę ucieczki od strony Wzdołu.
W nocy, na wieść o odwetowym ataku „Ponurego”, wielu mieszkańców Michniowa uciekło z domów z obawy przed kolejnymi represjami okupanta. Co najmniej kilkanaście osób zdołało także przedostać się do lasu po rozpoczęciu niemieckiego ataku – zanim zacisnął się pierścień okrążenia wokół wsi. W Michniowie pozostało jednak ok. 120 mieszkańców. Część kobiet i dzieci zrezygnowała z ucieczki, gdyż spodziewano się, że podobnie jak w pierwszym dniu pacyfikacji, represje będą wymierzone przede wszystkim w mężczyzn podejrzewanych o współpracę z ruchem oporu.
Tymczasem dotarłszy do wsi Niemcy rozpoczęli systematyczną masakrę. Skrupulatnie przeszukiwano zabudowania, mordując wszystkich mieszkańców bez względu na wiek i płeć. Wielu Polaków zastrzelono na polach, drogach i podwórzach. Zazwyczaj ofiary zapędzano jednak do zabudowań, gdzie były mordowane przy użyciu granatów i broni maszynowej. Budynki po doszczętnym ograbieniu były podpalane. Miały miejsce przypadki, gdy schwytanych Polaków, w tym kobiety i dzieci, żywcem wrzucano do ognia. Najmłodszą ofiarą masakry był 9-dniowy Stefan Dąbrowa. Tego dnia babcia chłopca wraz z matką chrzestną zabrały niemowlę do kościoła we Wzdole, gdzie zostało ochrzczone (matka chłopca, Irena Dąbrowa, pozostała we wsi, gdyż czuła się źle po połogu; ojciec, Piotr Dąbrowa, zginął pierwszego dnia pacyfikacji). Powracające ze Wzdołu kobiety zostały wraz z dzieckiem zapędzone do jednej ze stodół i spalone żywcem. W tej samej egzekucji zginęła również matka chłopca oraz jego starsza siostra.
13 lipca 1943 w Michniowie zamordowano 102 Polaków – w tym 7 mężczyzn, 52 kobiety i 43 dzieci. Pacyfikację przeżyło ok. 20 osób. Szesnastu mieszkańcom, w tym czwórce dzieci, Niemcy polecili zapędzić zrabowany inwentarz do lasu na północ od wsi, gdzie zwierzęta załadowano na ciężarówki i zabrano do Suchedniowa, a stamtąd pognano do Kielc. Początkowo Niemcy czynili przygotowania do egzekucji owej szesnastki, lecz ostatecznie pozwolili wszystkim odejść wolno. Oszczędzili także wdowę po leśniczym Szczepańskim oraz jej brata i siostrę. Ponadto kilka osób zdołało przeżyć egzekucję lub ukryć się przed oprawcami. Wieś została doszczętnie spalona – ocalały jedynie murowana obora gajowego Malinowskiego oraz położona na uboczu leśniczówka.

## Epilog

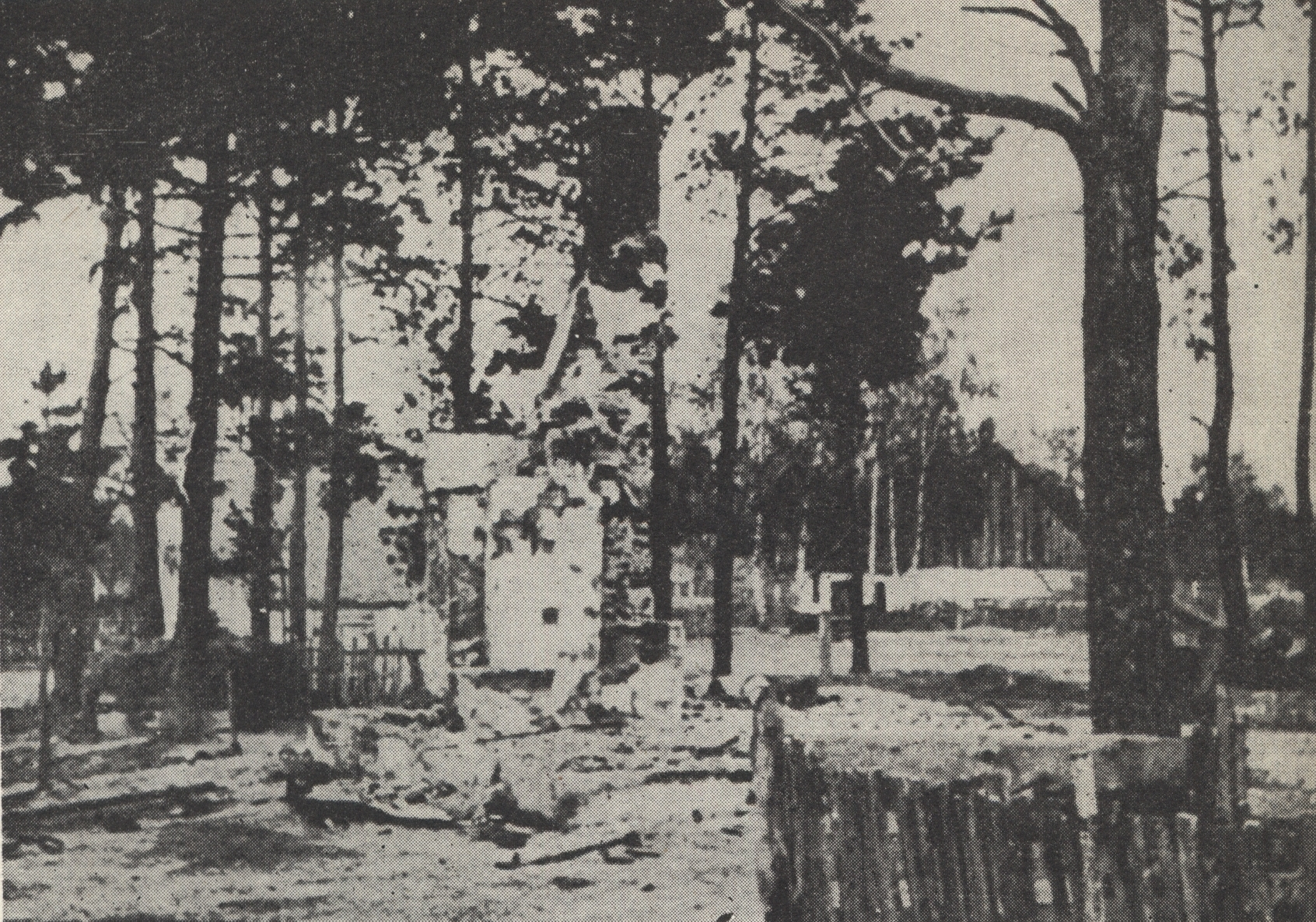
Ruiny Michniowa

15 lipca 1943 mieszkańcy sąsiednich wsi pogrzebali szczątki zamordowanych michniowian we wspólnej mogile, wykopanej na działce w pobliżu szkoły. Niemcy wyrazili zgodę na pochówek ofiar. Rozkazali jednak zaorać grób, a także nie zezwolili na oznaczenie mogiły krzyżem lub innym znakiem.
Kilka dni po pacyfikacji Michniowa harcerze z Szarych Szeregów postawili przy torach kolejowych linii Warszawa–Kraków dwie tablice z napisami w języku niemieckim. Na pierwszej tablicy znalazł się napis Deutsche Katyń (pol. „Niemiecki Katyń”), na drugiej zaś: Waffen SS haben hier in Dorf Michniów 200 Männen, Frauen und Kinder ermordet uns dises Dorf verbant (pol. „Waffen SS zamordowało we wsi Michniów 200 mężczyzn, kobiet i dzieci, a wieś spaliło”).
Niemcy zakazali odbudowy wsi i uprawy okolicznych pól. Ocalałych mieszkańców Michniowa traktowano natomiast jak wyjętych spod prawa. Po wojnie nie udało się co prawda odnaleźć żadnego pisemnego zarządzenia w tej sprawie, lecz zdaniem polskich historyków szereg dowodów świadczy, iż takie rozkazy zostały wydane. Sołtysom okolicznych wsi obwieszczono bowiem zakaz niesienia pomocy ocalałym, a okolice Michniowa były intensywnie patrolowane przez niemiecką żandarmerię. Dwa dni po pacyfikacji aresztowano w Skarżysku-Kamiennej michniowianina Wiktora Wikło. Kilka dni po pacyfikacji Niemcy zamordowali innego mieszkańca wsi, Ignacego Wikło. Z kolei 17 sierpnia 1943 niemiecki patrol zastrzelił Stefanię Materek, usiłującą wraz z mężem i synem zebrać plony z jednego z michniowskich pól (z obawy przed Niemcami miejscowy proboszcz nie pozwolił pochować zamordowanej na bodzentyńskim cmentarzu parafialnym). O krok od śmierci była także pochodząca z Michniowa rodzina Adolfa Materka. Po pacyfikacji Materek wraz z matką i piątką dzieci zamieszkał we Wzdole, gdzie 14 września 1943 zatrzymała ich niemiecka żandarmeria. Materków zabrano do Bodzentyna, gdzie mieli zostać rozstrzelani. Życie rodziny ocalił jednak funkcjonariusz polskiej granatowej policji, który nie tylko wyperswadował Niemcom egzekucję, lecz zdołał nawet wyjednać zwolnienie niedoszłych ofiar.
10 osób aresztowanych w pierwszym dniu pacyfikacji zostało poddanych ciężkiemu śledztwu. Z kieleckiego więzienia udało się wydostać Władysława Krogulca, za którego zwolnienie podziemie zapłaciło łapówkę w wysokości 20 tys. złotych. Pozostałych dziewięciu aresztantów Niemcy po kilku miesiącach wywieźli do KL Auschwitz. Do tego samego obozu trafił również aresztowany już po pacyfikacji Wiktor Wikło. Pobyt w kacetach przeżyło jedynie trzech michniowian (Bogdan Materek, Zofia Materek i Kazimierz Krogulec). Nieco inny los spotkał młode kobiety i dziewczęta, zatrzymane w dniu 12 lipca 1943. Wacława Materek została zatrudniona jako pomoc domowa w domu oficera niemieckiej policji, Gustawa Biela. Pozostałe 17 kobiet wywieziono na roboty przymusowe do Niemiec.

## Ofiary
Najnowsze badania w sprawie liczby ofiar pacyfikacji Michniowa, przeprowadzone przez Ewę Kołomańską, pozwoliły ustalić, że w dniach 12-13 lipca 1943 zostało zamordowanych 204 mieszkańców Michniowa – w tym 102 mężczyzn, 54 kobiety i 48 dzieci (w wieku od 9 dni do 15 lat). Nieco inne liczby można znaleźć w starszych źródłach. Wszystkie ofiary były narodowości polskiej. Całkowicie wymordowano 11 rodzin. Powojenne spisy ludności wskazały, że nazwiska „Imiołek” i „Dąbrowa” nie występują już wśród mieszkańców Michniowa.
Do ofiar pacyfikacji można jeszcze zaliczyć dwie osoby zastrzelone już po zakończeniu niemieckiej akcji, a także siedem osób zamordowanych w obozach koncentracyjnych. Nie jest również wykluczone, że w gronie osób zamordowanych w dniach 12-13 lipca 1943 znalazły się nierozpoznane dotąd osoby, nie będące stałymi mieszkańcami Michniowa – tj. osiedleni tam wygnańcy z ziem wcielonych do Rzeszy lub osoby, które podczas pacyfikacji znalazły się przypadkowo na terenie wsi. Zdaniem Longina Kaczanowskiego liczba nierozpoznanych dotąd ofiar pacyfikacji może sięgać 20 osób. Inne źródła podają, że w Michniowie mogło zginąć nawet 265 osób. Ponadto losy dwóch mieszkanek Michniowa – nauczycielki Heleny Głodzik i służącej Józefy Bandury – pozostają do dziś niewyjaśnione.

## Sprawcy

### Uczestnicy pacyfikacji

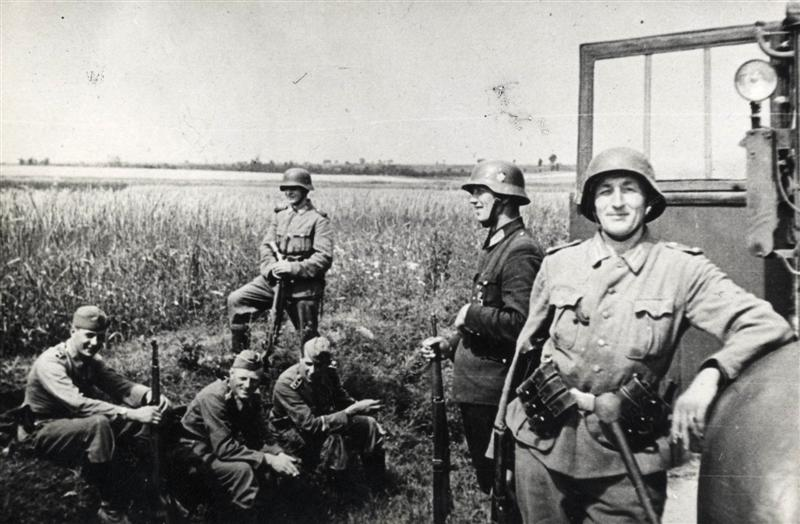
Niemieccy policjanci sfotografowani przed akcją w Michniowie (12 lipca 1943)

Rozkaz pacyfikacji Michniowa wydał najprawdopodobniej dowódca placówki SD i policji bezpieczeństwa w Kielcach, SS-Hauptsturmführer Karl Essig. Co najmniej kilku podległych mu funkcjonariuszy Sicherheitspolizei było obecnych we wsi podczas akcji w dniu 12 lipca 1943. Świadkowie pacyfikacji rozpoznali m.in. SS-Surmscharführera Wolfganga Rehna i SS-Sturmscharführera Otto Büssiga. W konwojowaniu i brutalnym przesłuchiwaniu mieszkańców Michniowa uczestniczyli natomiast SS-Oberscharführer Franz Kautzky, SS-Hauptscharführer Otto vel Josef Göhring oraz SS-Surmscharführer Willy vel Rudolf Hintze. Według niektórych źródeł w Michniowie obecny był również SS-Hauptsturmführer Adolf Feucht, funkcjonariusz niemieckiej policji bezpieczeństwa, odpowiedzialny za szereg akcji represyjnych w dystrykcie radomskim.
O ile jednak Sicherheitspolizei obciąża sprawstwo kierownicze, o tyle masakrę przeprowadzono rękami funkcjonariuszy niemieckiej policji porządkowej (niem. Ordnungspolizei) – służących zarówno w jednostkach tzw. policji ochronnej (Schutzpolizei), jak też w jednostkach operującej na obszarach wiejskich żandarmerii (Gendarmerie). Udało się ustalić, iż w pacyfikacji Michniowa uczestniczyli policjanci z III batalionu 17. pułku policji ochronnej (w szczególności jego 2. kompanii), a także funkcjonariusze z różnych pododdziałów II batalionu 22. pułku policji. To właśnie do koszar tego ostatniego batalionu, mieszczących się w budynku dawnego gimnazjum żeńskiego przy ul. Leśnej w Kielcach, przywieziono 10 mieszkańców Michniowa zatrzymanych w pierwszym dniu pacyfikacji. W gronie sprawców pacyfikacji Michniowa znajdowali się m.in.: ppor. Adalbert Mayer (2. kompania III batalionu 17. pułku policji), por. Gustaw Biel, por. rezerwy Wilhelm Gosewisch (adiutant III batalionu 17. pułku policji), rottwachmeister rezerwy Otto Rode (2. kompania III batalionu 17. pułk policji) oraz wachmeister rezerwy Otto Bromberg (5. kompania II batalionu 17. pułku policji).
W pacyfikacji Michniowa brali również udział funkcjonariusze żandarmerii, sprowadzeni z placówek w Kielcach, Skarżysku-Kamiennej, Ostrowcu Świętokrzyskim, Starachowicach, a nawet z Częstochowy. Pododdziałami żandarmerii dowodził kapitan Gerulf Mayer – dowódca kieleckiego Hauptmannschaftu żandarmerii. Świadkowie rozpoznali Mayera jako oficera, który 12 lipca 1943 był obecny przy egzekucji 17 mężczyzn koło michniowskiej szkoły, a także nadzorował palenie ofiar w stodołach. We wsi widziano również Leo Metza, komendanta posterunku żandarmerii w Skarżysku-Kamiennej. Wbrew informacjom podawanym w niektórych źródłach nie udało się natomiast potwierdzić, że w pacyfikacji Michniowa brał udział dowodzony przez por. Alberta Schustera 62. zmotoryzowany pluton żandarmerii.

### Losy sprawców
Sprawa pacyfikacji Michniowa była stosunkowo szeroko omawiana podczas powojennego procesu Dowódcy SS i Policji w dystrykcie radomskim, SS-Brigadeführera Herberta Böttchera. Proces Böttchera toczył się w Radomiu w 1949 roku. Oskarżony został uznany za winnego zarzucanych mu czynów i skazany na karę śmierci (wyrok wykonano w 1950). Wątek pacyfikacji Michniowa był również omawiany na marginesie procesu SS-Sturmscharführera i sekretarza kryminalnego Otto Büssiga, toczącego się w Kielcach w 1949. Podczas procesu przedstawiony został podpisany przez oskarżonego wykaz z nazwiskami 21 osób, które 13 lipca 1943 zastrzelono w Michniowie „podczas próby ucieczki”. Büssig został skazany na karę śmierci i stracony. Skazany na karę śmierci i stracony został także inny uczestnik pacyfikacji, Julius Hein.
W 1969 roku przed sądem w austriackim Grazu stanął kapitan żandarmerii Gerulf Mayer. Sprawa pacyfikacji Michniowa nie została jednak ujęta w akcie oskarżenia. Ostatecznie sąd uznał, że kapitan ponosi winę za likwidację żydowskich gett w Chmielniku i Chęcinach oraz pacyfikację Skałki Polskiej. Mayer został skazany na karę 11 lat ciężkiego więzienia.
Niektórzy uczestnicy pacyfikacji Michniowa zginęli w czasie wojny. W gronie tym znalazł się m.in. Leo Metz (zlikwidowany przez polskie podziemie pod koniec 1944), a także SS-Hauptsturmführer Adolf Feucht i SS-Hauptscharführer Otto vel Josef Göhring (zginęli w 1945). Wielu innych – m.in. SS-Hauptsturmführer Karl Essig – nie poniosło jednak żadnej odpowiedzialności za swoje zbrodnie.
Zdrada ppor. Jerzego Wojnowskiego ps. „Motor” wyszła na jaw niespełna pół roku po pacyfikacji Michniowa. Konfident został stracony 28 stycznia 1944 w Milejowicach. Losy konfidenta Twardowskiego z Orzechówki nie są znane.

## Pamięć

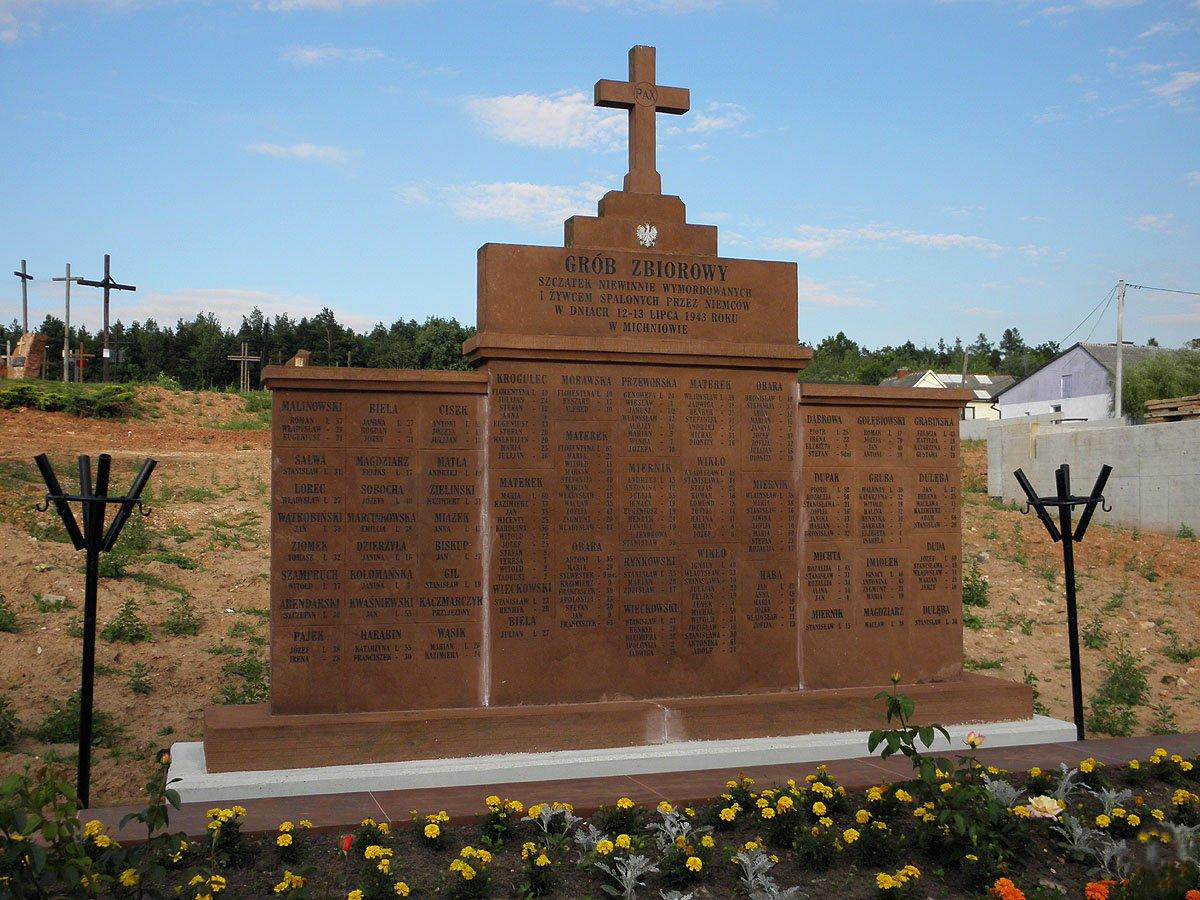
Pomnik i zbiorowa mogiła ofiar pacyfikacji

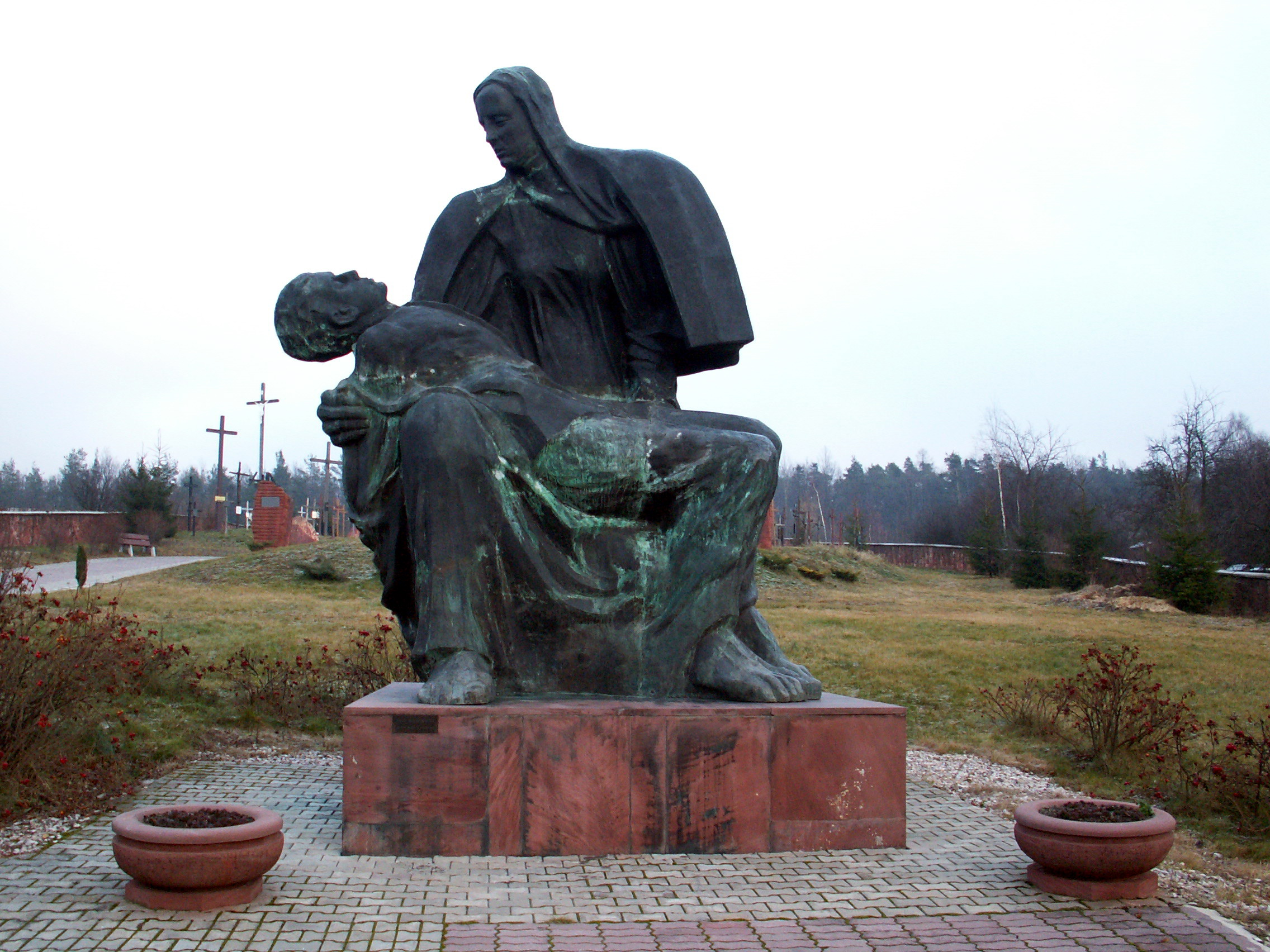
Pietà Michniowska

Po wojnie do zrównanej z ziemią wsi powróciło ok. 140 mieszkańców. Ocaleni zamieszkali początkowo w ziemiankach i prowizorycznych szopach. Mimo braku większego wsparcia ze strony władz Polski Ludowej wysiłkiem mieszkańców Michniów został odbudowany. Do przedwojennego poziomu zaludnienia wieś powróciła jednak dopiero w drugiej połowie lat 60. Ludność okolicznych miejscowości nazwała Michniów „doliną śmierci”.
Wkrótce po zakończeniu okupacji na masowej mogile kryjącej szczątki ofiar pacyfikacji został postawiony pomnik z czerwonego piaskowca. Wyryto na nim nazwiska mieszkańców Michniowa poległych i zamordowanych w czasie II wojny światowej. Ponad 20 lat później we wsi zorganizowano także Izbę Pamięci. Początkowo zajmowała ona część pomieszczeń Klubu Rolnika, otwartego w Michniowie w dniu 30 maja 1971. Z kolei w latach 1977-1997 Izba Pamięci mieściła się w drewnianym domu, należącym uprzednio do rodziny Grabińskich. Izbą Pamięci, do swojej śmierci w 2003 roku, opiekowała się Maria Grabińska (w czasie pacyfikacji straciła męża i syna).
Michniów stał się symbolem martyrologii wsi polskich podczas II wojny światowej. Już w czasie okupacji powstały pierwsze wiersze i pieśni poświęcone ofiarom pacyfikacji. O masakrze informowała także prasa konspiracyjna. 22 lipca 1977 Michniów został odznaczony Krzyżem Grunwaldu III klasy. Jesienią 1979 roku Główna Komisja Badania Zbrodni Hitlerowskich w Polsce wysunęła inicjatywę utworzenia ogólnopolskiego Mauzoleum Męczeństwa Wsi Polskich. Jako proponowane miejsce lokalizacji wskazano Michniów. W 1981 roku ukazał się w tej sprawie wspólny apel kieleckich okręgów Związku Bojowników o Wolność i Demokrację i Polskiego Towarzystwa Turystyczno-Krajoznawczego. Trzy lata później prezydium Wojewódzkiej Rady Narodowej w Kielcach powołało do życia Komitet Organizacyjny Budowy Mauzoleum Martyrologii Wsi Polskiej w Michniowie, na którego czele stanął obrońca Westerplatte, a zarazem prezes zarządu wojewódzkiego ZBoWiD – komandor Leon Pająk. Z kolei w 1987 powstał Komitet Honorowy pod przewodnictwem Romana Malinowskiego – marszałka sejmu PRL, prezesa Naczelnego Komitetu ZSL. Kamień węgielny pod budowę mauzoleum został wmurowany w listopadzie 1989 roku. Pierwotne plany były bardzo ambitne, gdyż zakładały budowę w Michniowie dużego zespołu przestrzenno-użytkowego.
Zmiany polityczne i gospodarcze, które nastąpiły w Polsce po 1989 roku, spowodowały rozpad Komitetu Honorowego. Fakt ten, a także trudności finansowe, wymusiły modyfikację projektu i opóźniły znacznie jego realizację. Niemniej idea budowy mauzoleum nie została nigdy zarzucona. 9 maja 1991 powołana została Fundacja „Pomnik-Mauzoleum” w Michniowie. W lipcu 1993 roku – w 50. rocznicę pacyfikacji – odsłonięto w Michniowie pomnik „'Pietà Michniowska” dłuta Wacława Staweckiego. Z kolei w lipcu 1997 oddano do użytku nowy Dom Pamięci Narodowej. Mieści on odtąd stałą wystawę oraz ośrodek badawczy, dokumentujący martyrologię polskiej wsi w czasie II wojny światowej. Jednocześnie otwarte zostało tzw. Sanktuarium Męczeńskich Wsi Polskich, gdzie umieszczane są krzyże symbolizujące polskie wsie spacyfikowane przez Niemców w latach 1939–1945 (jest ich obecnie kilkaset). Na terenie sanktuarium odsłonięto również pomnik „Pożoga Wołynia”, upamiętniający polskie wsie wymordowane na Wołyniu przez ukraińskich nacjonalistów.
12 lipca 1999, z inicjatywy marszałka województwa świętokrzyskiego, Józefa Szczepańczyka, została podpisana umowa użyczenia składników majątkowych pomiędzy Fundacją „Pomnik-Mauzoleum” a Muzeum Wsi Kieleckiej, na podstawie której muzeum uzyskało prawo zarządzania mauzoleum. Od 2008 Muzeum Wsi Kieleckiej jest oficjalnym właścicielem mauzoleum. W Michniowie realizowany jest szeroki program edukacji historycznej, m.in. poprzez lekcje muzealne i wystawy. W 2008 zaprezentowany został projekt rozbudowy mauzoleum. Pierwszy etap rozbudowy ruszył w 2010. Oficjalne otwarcie mauzoleum z udziałem prezydenta Andrzeja Dudy nastąpiło 12 lipca 2021 roku.
Ustawą Sejmu Rzeczypospolitej Polskiej z 29 września 2017 roku ustanowiono 12 lipca, dzień pacyfikacji Michniowa, Dniem Walki i Męczeństwa Wsi Polskiej.